# Оцінювання майна
Оці́нка майна́ — експертиза, що має на меті встановлення грошової вартості майна.
Метою проведення оцінки майна у більшості випадків є визначення його ринкової вартості. Таку оцінку, в основному, здійснюють для податкової служби, страхових розрахунків чи операцій із переоформлення нерухомості. Також дуже часто оцінка майна потрібна для пред'явлення у суді: як для визначення ціни позову для розрахунку розміру судового збору, так і для визначення вартості майна, наприклад, при розлученні подружжя.
Експерт, що надає послуги з оцінки майна, має назву «оцінювач». Для такого виду діяльності потрібно мати дозвільні документи: кваліфікаційне свідоцтво оцінювача та сертифікат суб'єкта оціночної діяльності. Оцінювач не може надавати послуги як фізична особа - тільки перебуваючи у штаті підприємства або будучи ФОП.
Регулятором галузі професійної незалежної оцінки є Фонд державного майна України.